# 佛羅倫斯省
佛羅倫斯省（義大利語：Provincia di Firenze）曾是意大利托斯卡纳大区东北部的省。佛罗伦萨市既是佛羅倫斯省的省会，也是托斯卡纳大区的首府。该地是義大利文藝復興的诞生地。2015年，佛羅倫斯省被佛羅倫斯廣域市取代。